# A6 (motorväg, Bulgarien)

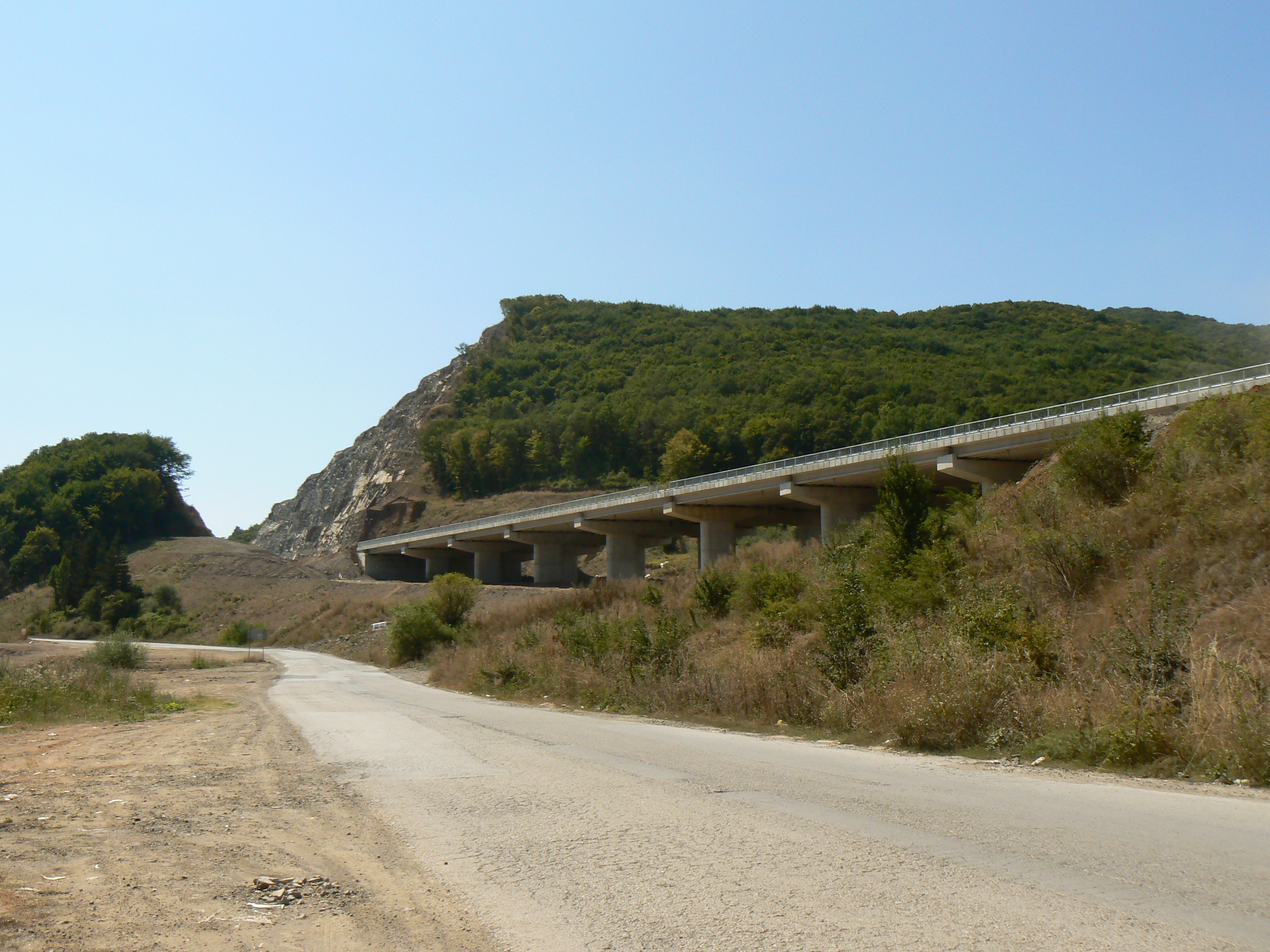
Mer än en tredjedel av A6 består av tunnlar, broar och viadukter.

A6 Ljulin är en 19 km lång motorväg i Bulgarien som binder samman Sofias ringled med motorvägen A3 Struma vid Daskalovo nära Pernik. A6 Ljulin byggdes mellan den 31 januari 2007 och den 15 maj 2011.
A6 går över Ljulinbergen. Det finns tre tunnlar med en total längd av 1 260 meter samt 26 broar och viadukter med en total längd av sex kilometer. Det finns också tre trafikplatser. Detta gör Ljulin till den per kilometer dyraste motorväg som byggts i Bulgarien. Den har kostat 185 miljoner euro där omkring 2/3 kommit från EU:s ISPA-program. A6 Ljulin byggdes av det turkiska företaget Mapa cengiz.